# Дъдли
Дъдли (на английски: Dudley) е град в Англия. Населението му е 83 608 жители (2017 г.). Телефонните му кодове са 01384, 0121, 01902. Градът разполага с автогара, а жп гарата не е разположена в самия град, но е близо до него на около 1,6 км. Най-близкото международно летище е това в Бирмингам на около 29 км от града.

## Побратимени градове
- Бремен (Германия)
- Форт Уилиям (Шотландия)